# Chriet Titulaer
C.L.M.G. (Chriet) Titulaer (Hout-Blerick (Venlo), 9 mei 1943 – Driebergen-Rijsenburg, 23 april 2017) was een Nederlands sterrenkundige, futuroloog, televisiepresentator en populair-wetenschappelijk schrijver.

## Biografie
Titulaer doorliep de middelbare school op het Venlose St.-Thomascollege (nu onderdeel van het Valuascollege). Hij studeerde vervolgens aan de Universiteit Utrecht wiskunde en natuurkunde met als hoofdvak sterrenkunde, en was daarnaast lid van studentenvereniging C.S. Veritas. Tijdens zijn studie richtte hij, samen met Ton Smit, op 18 april 1965 de afdeling Venlo van de Nederlandse Vereniging voor Weer- en Sterrenkunde op (sedert 1990 genaamd Weer- en Sterrenkundige Vereniging "Jean Delsing") en organiseerde het jaar daarop de expositie "Mens en het Heelal", indertijd de grootste weer-, sterren- en ruimtevaartkundige manifestatie die ooit in Nederland gehouden was. Zijn afstudeerscriptie, in 1967, betrof de Maan. In hetzelfde jaar ging Titulaer op uitnodiging van de bekende astronoom Gerard Kuiper naar de VS om voor de NASA maanfoto's te analyseren. Na een tweetal jaren in de VS ging Titulaer voor de Europese ruimtevaartorganisatie ESRO, voorloper van de huidige ESA, onderzoek doen op de sterrenwacht van Parijs. Na twee jaar in Frankrijk gewerkt te hebben keerde hij in 1971 terug naar Nederland, waar Titulaer de coördinatie en presentatie van een aantal Teleac-cursussen verzorgde. Mede hierdoor werd hij een bekende presentator van televisie- en radioprogramma's over wetenschap en techniek. Naast zijn televisiewerk publiceerde hij veel artikelen betreffende ruimtevaart en sterrenkunde in kranten en tijdschriften en schreef diverse boeken over deze onderwerpen.

### Persoonlijk
Titulaer was gehuwd en had twee dochters. Hij woonde met zijn gezin in Houten, waar hij ook zijn kantoor had. Titulaer had al vanaf vrij jonge leeftijd gezondheidsproblemen. In 1978 werd er diabetes geconstateerd, die soms zo verhevigde dat hij in het ziekenhuis belandde. Op zijn 50e werd hij voor het eerst getroffen door een hersenbloeding. In totaal zou hij er vier krijgen, waardoor hij deels verlamd raakte. Sinds de eerste hersenbloeding was hij slecht ter been, had hij concentratieproblemen en trad hij mede hierdoor steeds minder in het openbaar op. Uiteindelijk werd zijn lichamelijke toestand zo slecht dat Titulaer in zijn laatste jaren in een verzorgingshuis in Driebergen moest worden opgenomen, waar hij op 73-jarige leeftijd overleed. Hij is begraven op het kerkhof van de RK Kerk aan de Loerikseweg in zijn woonplaats Houten.

## Werk

### Televisieproducer, presentator, schrijver en wetenschapspromotor
Al vroeg merkte Titulaer dat hij, naast zijn interesse in wetenschap en techniek, ook er plezier in had om dingen van de grond te krijgen en in goede banen te leiden en om uitleg te geven over wetenschappelijke onderwerpen. Tussen 1969 en 1990 was Titulaer veelvuldig op de televisie te zien. Zijn populariteit begon als medepresentator (samen met Henk Terlingen, "Apollo Henkie") van het rechtstreeks televisieverslag van de eerste maanlanding in 1969. Ook was hij commentator bij de live-uitzending van de lancering van de Spaceshuttle Columbia in 1981. Hij werd vaak gevraagd als commentator wanneer er actueel nieuws was op het gebied van wetenschap en techniek en vooral bij nieuws betreffende ruimtevaart en astronomie. Zo was Titulaer in 1996 ook elke maandagavond bij de EO te zien op Nederland 2 met een serie over techniek "Hoe is het mogelijk".

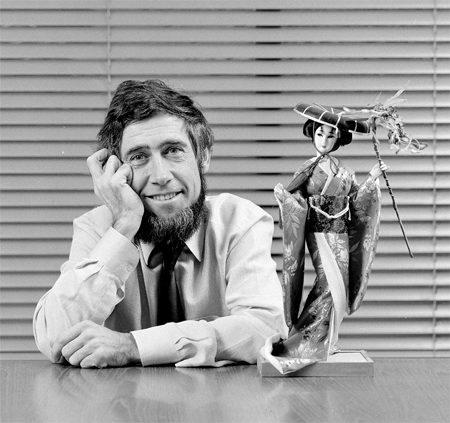
Chriet Titulaer in 1984

In 1983 begon Titulaer zijn eigen mediaproductiebedrijf Chriet Titulaer Producties BV en werkte hij veel voor omroeporganisaties zoals Teleac en de TROS. Hij produceerde vooral populairwetenschappelijke programma's als TROS Wondere Wereld en televisiecursussen zoals Moderne Sterrenkunde en Nederland en het Weer. In de jaren negentig verkocht hij dit bedrijf wegens zijn slechter wordende gezondheid.
Hij was medeoprichter van de projecten Huis van de Toekomst, Kantoor van de Toekomst en Ziekenhuis van de Toekomst, die inmiddels ter ziele zijn gegaan. Het project Hotel van de Toekomst in Houten strandde vanwege de te hoge kosten. Ook was hij mede-initiatiefnemer van het recreatief-educatief park voor sterrenkunde en ruimtevaart, het Cosmo Science Center in Noord-Brabant. Dit laatste initiatief kwam uiteindelijk nooit van de grond.
In 1986 organiseerde hij de ruimtevaartmanifestatie Space '86 in de Jaarbeurs te Utrecht. Ter promotie hiervan liet hij tijdelijk een geschilderde Saturnus V-raket op ware grootte tegen de Utrechtse Domtoren aanbrengen, aangezien zowel de raket als de toren ongeveer 110 meter hoog zijn. Titulaer schreef ook verscheidene populairwetenschappelijke boeken over techniek, ruimtevaart, computers, IT, weer- en sterrenkunde. Hij was altijd een groot pleitbezorger van wetenschap en techniek en werd vaak gevraagd als inleidend spreker bij evenementen op dit gebied en voor themadagen op scholen en universiteiten. Deze publieke optredens van Titulaer, zoals eerder ook voor radio en televisie, werden verleden tijd toen hij door zijn slechte gezondheid het rustig aan moest doen.
Titulaer was jarenlang eigenaar van een Apollocapsule die hij voor $1 kocht van de Amerikaanse fabrikant nadat de Apollomissies waren geannuleerd. Deze capsule stond in zijn tuin totdat een Japanner bij hem aanbelde en de capsule opkocht voor 30.000 gulden.

### Voorspellingen
Een aantal voorspellingen die Titulaer in de jaren tachtig deed op het gebied van techniek en samenleving bleken zo'n dertig jaar later goeddeels te zijn uitgekomen. Glasvezelcommunicatie zou volgens hem een grote rol gaan spelen, er zouden themakanalen, beeldtelefoons en diensten zoals telewinkelen komen en de rol van kranten zou teruggedrongen worden. De digitale snelweg die hij voor zich zag zou volgens hem ook interactieve encyclopedieën mogelijk maken. Wikipedia is hiervan een actueel voorbeeld. Maar ook kwamen voorspellingen van Titulaer niet uit, zoals de implantatie van computerchips in hersenen in het jaar 2000. Dit blijkt toch moeilijker te realiseren dan men aanvankelijk, vóór het jaar 2000, dacht.

## Markante verschijning
Zijn voornaam "Chriet", soms ook "Chrit(je)", is een in Limburg gangbare verkorting van Christiaan of Christoffel; eenzelfde verkorting als "Chris" dus. De Limburgse uitspraak van ch in al deze varianten is k. De correcte uitspraak van "Chriet" is dus kriet.
Hij droeg een bijzonder model baard, een kabouterbaard volgens sommigen, waaronder hemzelf, die onder de kin en rond de wangen groeit maar de bovenlip en de voorkant van de kin vrijliet, reden waarom hij ook wel 'het meest snorloze gezicht van Nederland' werd genoemd. Ook zijn Limburgse "zachte g" droeg bij aan zijn onmiddellijke herkenbaarheid.

### Imitaties
Chriet Titulaer was, als bekende Nederlander in de jaren zeventig en tachtig en door zijn opvallende verschijning met zijn zware Limburgse accent, een dankbare bron voor verscheidene cabaretiers en komieken om geïmiteerd te worden. In het programma Shockradio werd hij in de jaren negentig door Hilbert Elskamp geïmiteerd. Ook Robert Paul deed dit vaak. Diederik van Vleuten deed in het radioprogramma Spijkers met koppen soms een imitatie van Titulaer. André van Duin maakte ook verscheidene parodieën op hem.
Wim de Bie zette in de uitzending van Van Kooten en De Bie van 5 oktober 1986 een typetje genaamd de "arrognoom" Chrut Titulaer neer, de "parabroer" van Chriet, die "De wondere bovenwereld" presenteerde.
In Kreatief met Kurk II uit 1994 (les 15, Voedsel) was Tosca Niterink te zien als Chriet Titulaer.
In het programma Ook dat nog! deed Erik van Muiswinkel eveneens een imitatie van Chriet Titulaer, net als in de tweede aflevering van het dertiende seizoen van Koefnoen.
In de eerste uitzending van De Nieuwsgier uit 1997 deed Coen van Vrijberghe de Coningh een imitatie.
In de wereld van Ome Henk (o.a. luisteralbums en stripboeken) is de uitvinder Tjabbe Tjibsma een zo nu en dan terugkerend personage, o.a. in zijn eigen rubriek 'Problemen, problemen, problemen' waar hij computerproblemen van fictieve bellers oplost. Hij is een wat verstrooide uitvinder met een kabouterbaard, die door een combinatie van computer- en technologisch jargon en een sterk Limburgs accent wat moeilijk te verstaan is.

## Vernoemingen
Een planetoïde is naar hem vernoemd: 12133 Titulaer. Openbaarvervoerbedrijf Veolia vernoemde een van zijn Velios-treinen naar hem.

## Bibliografie

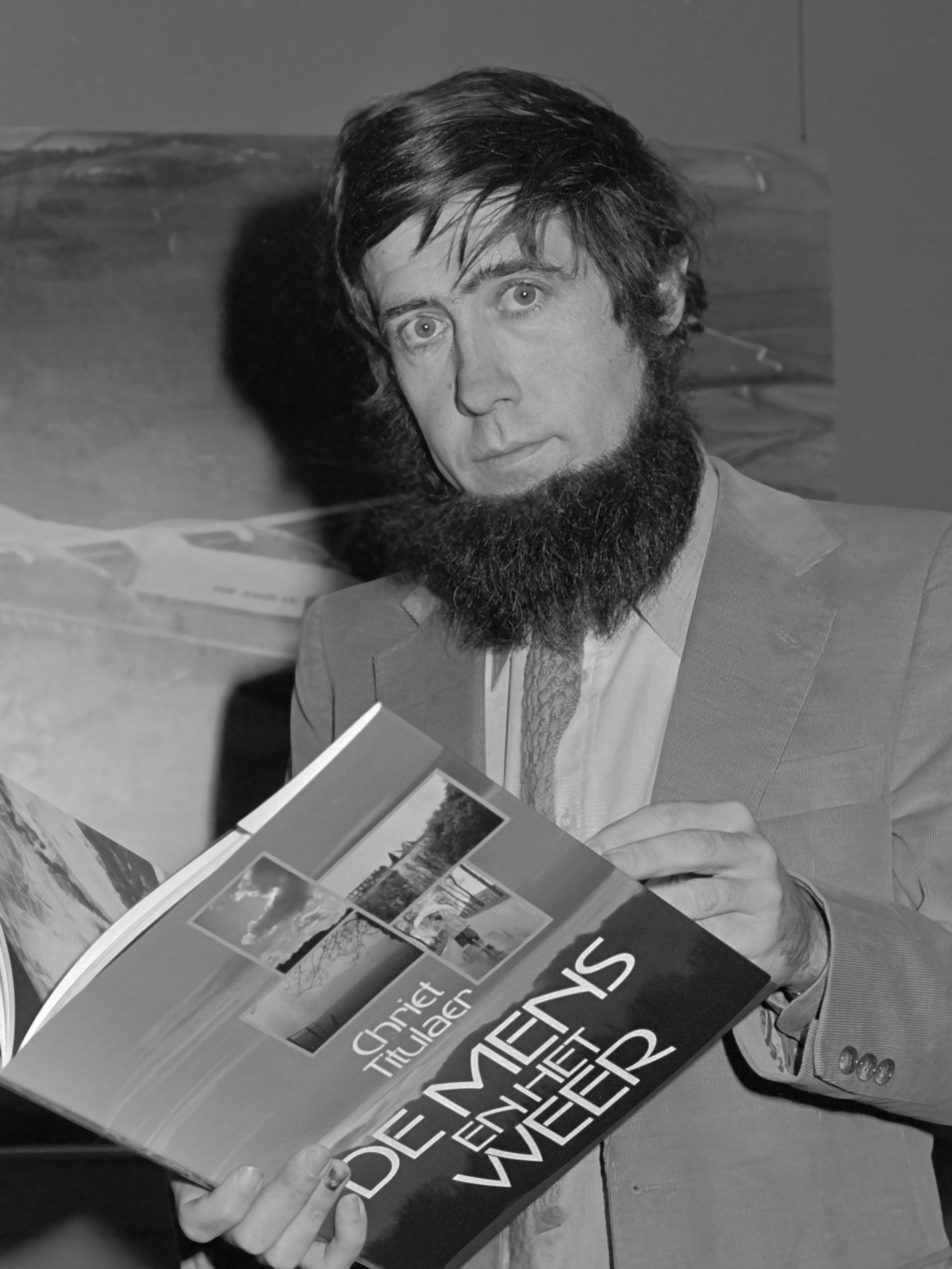
Presentatie van De mens en het weer (1979)